# Regionalflughafen Thief River Falls

i7
i11
i13
Der Regionalflughafen Thief River Falls (IATA-Code: TVF, ICAO-Code: KTVF) ist ein öffentlicher Flughafen, der fünf Kilometer südlich des zentralen Geschäftsviertels von Thief River Falls liegt, einer Stadt im Pennington County, Minnesota, USA. Der Flughafen umfasst 371 ha  und verfügt über zwei Start- und Landebahnen. Es wird hauptsächlich für die allgemeine Luftfahrt genutzt, aber auch von einer kommerziellen Fluggesellschaft angeflogen. Der Betrieb wird durch das Essential Air Service-Programm subventioniert.
Der Flughafen wird unter anderen von Delta Connection (betrieben von Mesaba Airlines), FedEx Zubringer (Feeder) (betrieben von Corporate Air), Denver Air Connection und Boutique Air genutzt.